# Kom så Diego!
Kom så Diego! (engelsk: Go, Diego, Go!) er en amerikansk animeret børne-tv-serie, der kørte på Nickelodeon og Nick Jr. fra 2005 til 2011. Den blev skabt af Chris Gifford og Valerie Walsh Valdes. Det er et spin-off af Dora Udforskeren, som følger Doras fætter Diego. I Danmark blev det sendt på Nickelodeon og Nick Jr.. Den bliver udgivet i en dansk version, udgivet af SDI Media Danmark.